# Heinz Weisenbach
Heinz Weisenbach (* 30. August 1945 in Füssen; † 9. Dezember 2018 ebenda) war ein deutscher Eishockeyspieler und -trainer, der von 1964 bis 1975 für den EV Füssen in der Eishockey-Bundesliga spielte und der als Trainer maßgeblichen Anteil daran hatte, dass zahlreiche Deutschkanadier in die Bundesliga kamen.

## Karriere
Wenn man in der Nachkriegszeit in Füssen geboren wurde und sportlich talentiert war, kam man kaum um eine Eishockeykarriere herum. So war dies auch bei Heinz Weisenbach. Schon in der Schule wurden die Talente gesucht und er fiel auf. Er durchlief sämtliche Nachwuchs-Nationalmannschaften und startete mit 19 Jahren 1964 mit dem EV Füssen in der Bundesliga. Dort gewann er gleich in seiner ersten Saison die deutsche Meisterschaft. Sein erstes Turnier mit der deutschen Nationalmannschaft spielte er bei der B-WM 1966 in Laibach, bei der der Aufstieg in die A-Gruppe geschafft wurde. Im nächsten Jahr nahm er auch an der A-WM in Wien teil. 1968 gewann er mit dem EV Füssen seine zweite Meisterschaft, mit der Nationalmannschaft nahm er an den Olympischen Spielen in Grenoble teil. Danach setzte ihn ein Lungenriss außer Gefecht und er suchte nach Luftveränderung in Südafrika. Dort spielte er acht Monate Eishockey, unter anderem mit dem Mannheimer Peter Rohde. Zurück in Füssen folgten die Meisterschaften 1971 und 1973 und die Teilnahme an der WM 1971.
In der Bundesliga brachte er es auf 322 Spiele mit 89 Toren. Für Deutschland spielte er 36 Mal und ist zweimal als Torschütze verzeichnet.
Nach seiner aktiven Karriere betreute der gelernte Immobilien-Kaufmann den DEB-Nachwuchs für zwei Jahre, bis er 1976 den Zweitligisten Mannheimer ERC übernahm. In der zweiten Saison schaffte er den Aufstieg in die Bundesliga. Man war in Mannheim der Meinung, dass man sich kaum eine Mannschaft leisten konnte, die bundesligatauglich war. Bei der Suche nach neuen Spielern ging Weisenbach einen neuen Weg, der nachhaltige Wirkung auf das deutsche Eishockey haben sollte. Weisenbach flog nach Toronto, um in Kanada deutschstämmige Spieler zu finden, die als Deutsche in der Bundesliga spielen durften. Sechs Wochen war er in Übersee und brachte zwölf Spieler und zahlreiche Kontakte mit. Sechs der Spieler verpflichtete der MERC, darunter Harold Kreis, Manfred Wolf, Roy Roedger und Peter Ascherl. Einige andere, die er entdeckt hatte, fanden in den nächsten Jahren den Weg nach Deutschland. Spieler wie Karl Friesen, Mike Schmidt, George Fritz und Ralph Krueger verdankt das deutsche Eishockey seiner Aktion. Im zweiten Bundesligajahr wurde der Mannheimer ERC 1980 Meister. Danach verließ er Mannheim und wechselte zum Kölner EC. Es folgten Trainerstationen bei der Düsseldorfer EG, in Österreich bei VEU Feldkirch, bei seinem Heimatverein dem EV Füssen und erneut dem Mannheimer ERC in den Playoffs der Saison 1989/90.
1990 übernahm er für zwei Jahre die Vorstandschaft beim EV Füssen.